# Esperiopsis symmetrica
Esperiopsis symmetrica är en svampdjursart som beskrevs av Ridley och Arthur Dendy 1886. Esperiopsis symmetrica ingår i släktet Esperiopsis och familjen Esperiopsidae.
Artens utbredningsområde är havet kring Heard- och McDonaldöarna. Inga underarter finns listade i Catalogue of Life.